# Скавронский, Самуил
Самуи́л Скавро́нский (Сковороцкий, Сковронский, Сковоронский, Сковорошенко; ум. до 1689) — имя, которым в историографии традиционно именуется отец императрицы Екатерины I (супруги Петра I). Точных данных о нём не имеется.
Официально считается родоначальником русских графских родов Скавронских, Ефимовских и Гендриковых.
Его (якобы) дети, прибывшие в Петербург после воцарения Екатерины I: Фридрих и Карл Скавронский, Анна Ефимовская, Христина Гендрикова.

## Имя и фамилия?

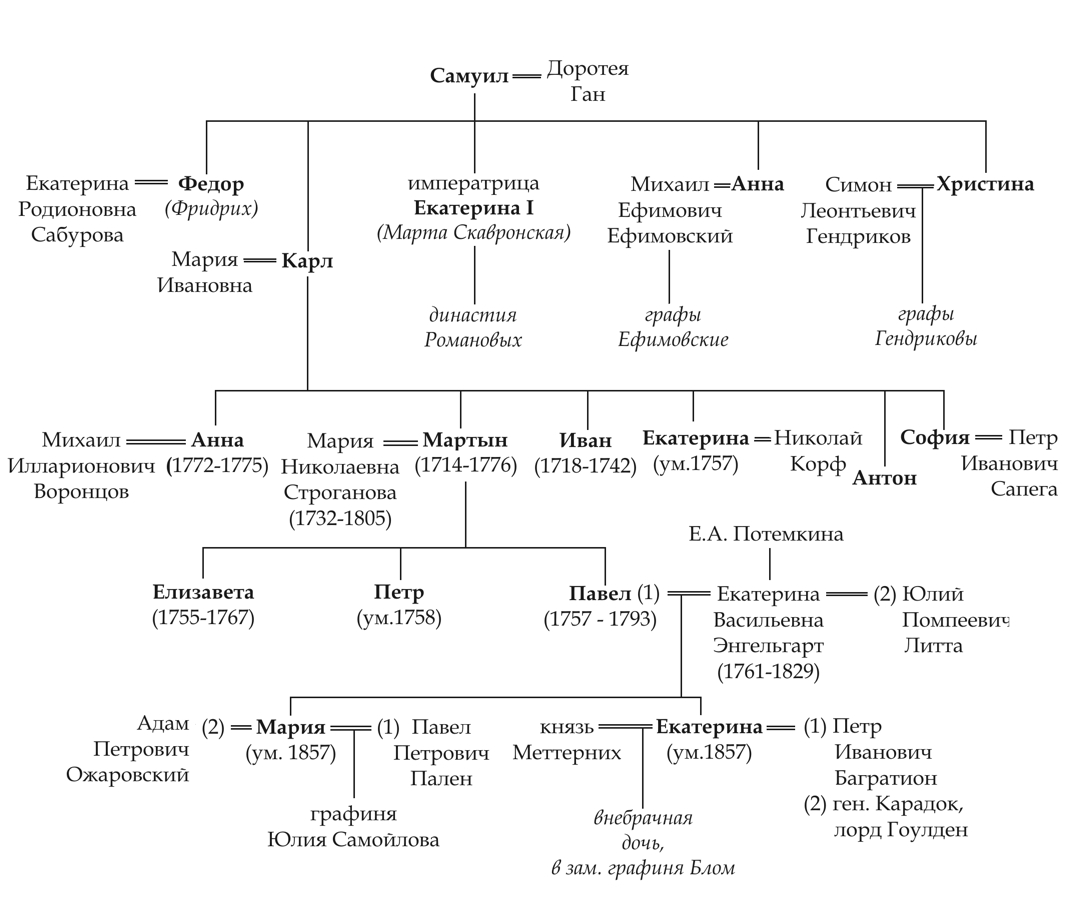
Официальное потомство Самуила

Происхождение Екатерины I неясно и было нарочно ею скрываемо: как фамилия, так и национальность.
Её родственники в некоторых документах названы Сковороцкими, в других — Сковородскими, Сковоронскими и даже Икавронскими. По свидетельству Рельбига, фамилия «Скавронские» была принята по предложению П. И. Сапеги. Сам Пётр I называл Екатерину не Скавронской, а Веселевской или Василевской.
Екатерина I Алексеевна, крещеная в православие из «Марты», отчеством «Самуиловна» не пользовалась и сведений о своем отце не указывала. Имя «Самуил» для её отца реконструируется благодаря «всплывшим» после смерти Петра I родственникам царицы с этим отчеством. Однако, хотя официальная позиция двора при её дочери Елизавете Петровне и далее состояла в том, что это были братья и сестры Екатерины I, сама она их никогда такими не признавала. Возможно, они были её кузенами или иными родственниками.
Также есть версия, что Иоганн Рабе — это не имя её первого мужа-драгуна, а имя отца, что скрывалось из-за вражды к шведам. Имя его жены — Елизавета Мориц.
Подробней о проблемах с корнями рода Скавронских см. статью Скавронские.

## Реконструируемая биография
Точное происхождение Самуила Скавронского неизвестно; если он существовал, то скорей всего, как пишут российские исследователи, был крестьянином — лифляндским, польским или литовским; либо же лифляндским обывателем.
Был женат на Доротее Ган (рожд. примерно 1660, ум. 1688), в браке с которой у него было 5 детей. Общепринятая версия гласит, что Марта родилась в Дерпте в 1686 году, и что её родители — крестьяне, переселились в Мариенбург и умерли от чумы, после чего она была взята местным пастором, а затем Глюком. Самуил умер в 1686, 1687 году или 1689 году во время эпидемии чумы.